# Ciclismo nos Jogos Paralímpicos de Verão de 2016 – Estrada masculina C4-5
A disputa estrada masculina C4-5 do ciclismo nos Jogos Paralímpicos de Verão de 2016 ocorreu no dia 117 de setembro, no Aterro do Flamengo. O holandês Daniel Abraham Gebru conquistou a medalha de ouro com o tempo 2:13:08; seguidos, as medalhas de prata e bronze ficaram, respectivamente, para o brasileiro Lauro Cesar Chaman e para o italiano Andrea Tarlao.

## Resultado
| Pos. | Nome                 | País                | Tempo   |
| ---- | -------------------- | ------------------- | ------- |
| 1    | Daniel Abraham Gebru | NED Países Baixos   | 2:13:08 |
| 2    | Lauro Cesar Chaman   | BRA Brasil          | 2:13:46 |
| 3    | Andrea Tarlao        | ITA Itália          | 2:13:46 |
| 4    | Patrik Kuril         | SVK Eslováquia      | 2:13:46 |
| 5    | Alistair Donohoe     | AUS Austrália       | 2:14:03 |
| 6    | Kyle Bridgwood       | AUS Austrália       | 2:15:41 |
| 7    | Pierpaolo Addesi     | ITA Itália          | 2:15:41 |
| 8    | Wolfgang Eibeck      | AUT Áustria         | 2:17:45 |
| 9    | Carol-Eduard Novak   | ROU Romênia         | 2:18:07 |
| 10   | Edwin Matiz Ruiz     | COL Colômbia        | 2:19:26 |
| 11   | Jiri Bouska          | CZE República Checa | 2:19:26 |
| 12   | Thomas Schafer       | GER Alemanha        | 2:19:26 |
| 13   | Jiri Jezek           | CZE República Checa | 2:19:36 |
| 14   | Soelito Gohr         | BRA Brasil          | 2:24:25 |